# 페도라 프로젝트

페도라 프로젝트 로고.

페도라 프로젝트(Fedora Project)는 레드햇이 상표권을 소유하며 후원하고 페도라 커뮤니티에서 지원하는 오픈 소스 계획 사업이다.
리눅스 배포본으로는 커뮤니티 버전과 엔터프라이즈 버전이 가능한데, 오픈 소스 커뮤니티가 주로 지원하고 유지하는 배포본이 자유 리눅스 배포본이며, 엔터프라이즈 (혹은 상업용) 리눅스 배포본은 공급 업체(vendor)에 구독(subscription)을 통해서 활용이 가능하며 커뮤니티 지원에만 종속되는게 아니다. 레드햇은 이러한 관점으로 페도라 배포본을 생각해 보라고 한다.
페도라 프로젝트는 업스트림(upstream), 레드햇 엔터프라이즈 리눅스의 커뮤니티 배포폰이다. 레드햇은 첫째가는 스폰서이지만 레드햇과는 관련이 없는 수천의 개발자들이 있다. 이들이 페도라 프로젝트에 기여를 하여 테스팅을 위한 이상적인 영역으로 만들고 있으며, 테스팅이 끝나면 레드햇 엔터프라이즈 리눅스에는 편입시키지 않는 사항들로 그렇게 만들어 가고 있다. (이 테스팅이 끝나면 레드햇은 페도라에서와는 분리되고 구분된 레드햇 자체의 테스트들과 품질 검증 과정을 진행하여 몇가지 사항을 덧붙인다.)

## 역사
페도라 프로젝트는 레드햇이 레드햇 리눅스를 레드햇 엔터프라이즈 리눅스(RHEL), 커뮤니티 기반 운영 체제 페도라로 분리하기로 결정한 2003년 9월 22일 설립되었다.

## 같이 보기
- 레드햇 리눅스